# ジャンヌ・アヴリル

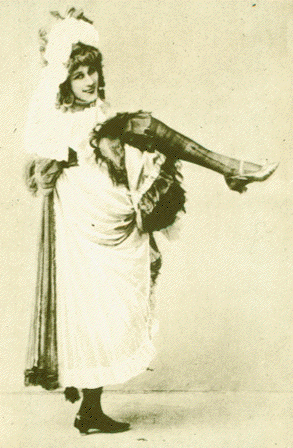
ジャンヌ・アヴリルの写真。1893年。

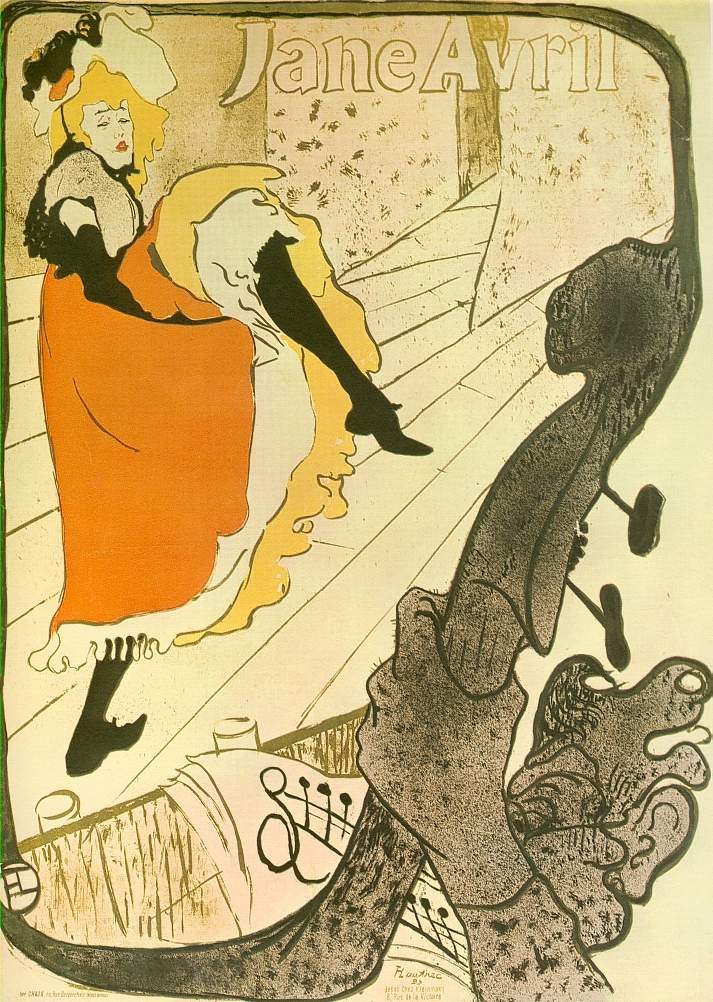
ロートレック作の『ジャンヌ・アヴリル』のポスター、1893年。

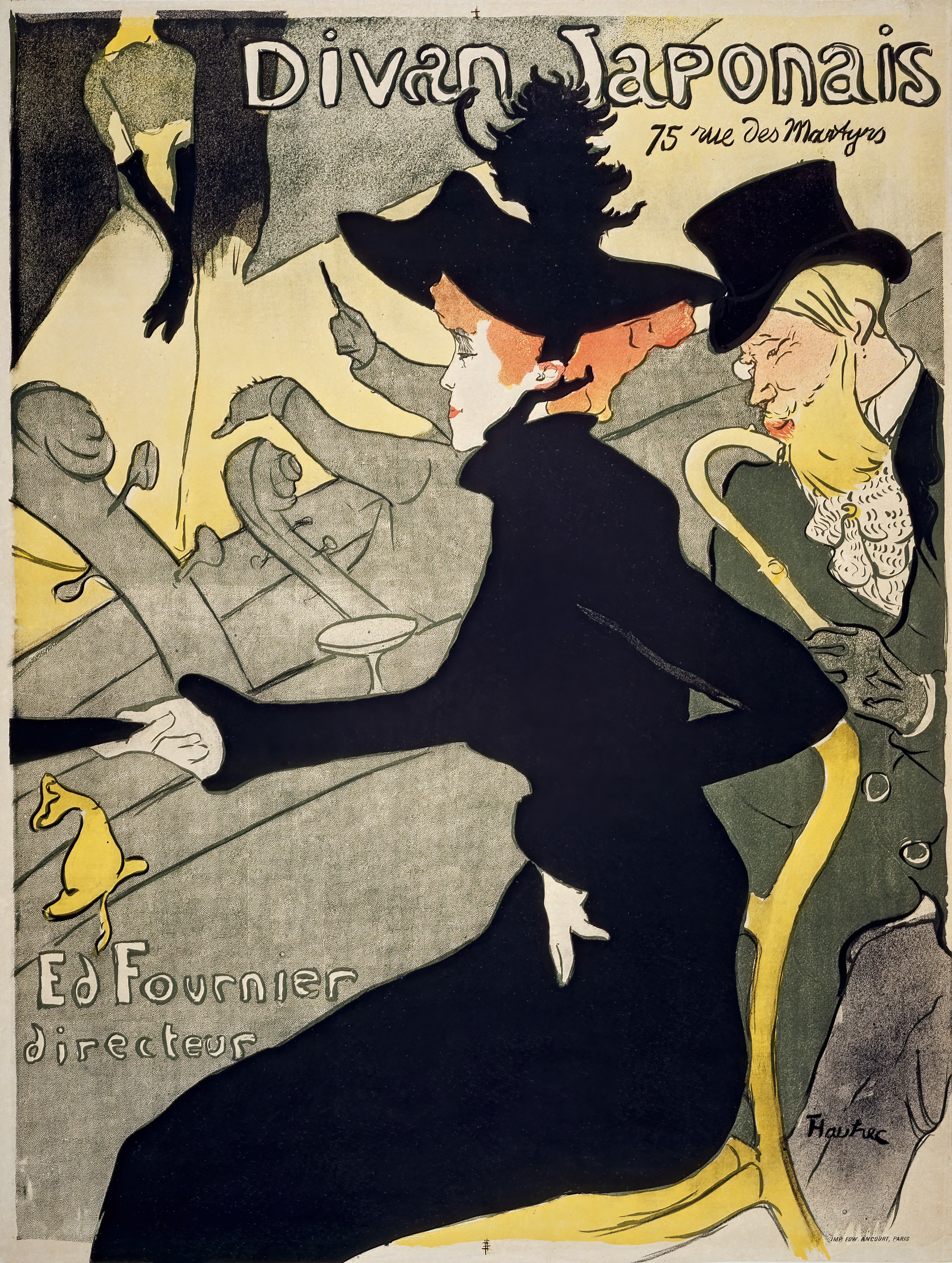
ロートレック作の『ディヴァン・ジャポネ』のポスター、1892年。手前の席にジャンヌ・アヴリルと批評家エドゥアール・デュジャルダンが描かれている。

ジャンヌ・アヴリル(Jane Avril、1868年6月9日 - 1943年1月17日)は、フレンチカンカンのダンサー。アンリ・ド・トゥールーズ＝ロートレックの絵のモデルで有名。

## 伝記
ジャンヌ・アヴリル、本名ジャンヌ・ボードン（ Jeanne Beaudon ）はフランス、パリのベルヴィル地区で生まれた。
彼女の父ルイジ・ディ・フォント伯爵は父親の役割を果たすことはなく不在がちで、心情的にも距離があった。
彼女の母はアルコール中毒患者で情け容赦なく、幼いジャンヌをしばしば折檻し、ついにジャンヌは家を逃げ出した。
官憲に捕まえられた時、おびえて闘争的な態度をとったジャンヌは、正気でないとみなされてピチエ・サルペトリエール病院に収監された。
「女性ヒステリー」を専門とするジャン＝マルタン・シャルコー医師の看護のもと、平静を取り戻したジャンヌは、病院従業員の前で社交ダンスを披露し、誰をも魅了した。
16歳でパリの町に釈放されると、ジャンヌ・ボードンは町の芸術家の本拠地、カルチェ・ラタンに直行した。
昼間はどんな職でも厭わず働き、夜には地元のクラブでダンサーとして踊った。
1888年、彼女は作家のルネ・ボワレスヴ(1867–1926)と出会った。
彼は、若くて美しいが恥ずかしがり屋の少女にすっかり魅了されてしまったという。
芸名をジャンヌ・アヴリルに変え、評判を打ち立てて、ついにダンサーを本業として生計を立てることに成功する。
1889年にはキャバレームーラン・ルージュに出演、数年後にはシャンゼリゼ通りの有名なカフェ・コンセールの1つジャルダン・デ・パリで主役を務めた。
狂想曲の宣伝のため、アンリ・ド・トゥールーズ＝ロートレックがポスターにジャンヌの肖像を描き、エンターテイメント界における彼女の名声をさらに高めた。
ジャンヌ・アヴリルが一座を率いてロンドン公演に出かけると、カンカンの人気に火がついた。
1895年、ムーラン・ルージュのオーナーはジャンヌに莫大な出演料を提示してリスクの高い仕事、つまりパリで最も有名なダンサーで「ラ・グーリュ」の芸名で知られるルイーズ・ウェバーの代役を申し出た。
上品で穏やかな声、メランコリックな雰囲気のジャンヌ・アヴリルは、大胆さが特徴のラ・グーリュとは正反対の芸風でダンスを披露した。
しかしクラブのパトロンは彼女を尊重し、ジャンヌはパリジャンのナイトライフにおける有名人の1人になった。
同年アヴリルは息子を出産したがすぐに復帰、その後何年もスターであり続けた。
知性的で、超然とした優美さを備えた女性だったジャンヌは、42歳でドイツ人画家モーリス・ビアス（Maurice Biais、1875年 – 1926年）と出会い、結婚した。
二人はパリ郊外のジョイ・オン・ジョザスに居を構えた。
しかし間もなく夫は何日も姿を消すようになり、何年もジャンヌは無責任な夫のため哀れな境遇に置かれた。
彼が1926年に死去しても何の経済援助も受けられず、アヴリルは貯金もほとんど残らず、貧困に近い生活を送った。
ジャンヌ・アヴリルは1943年、老人ホームで75歳で死去し、パリのペール・ラシェーズ墓地に埋葬された。
ザ・ザ・ガボールが1952年の映画『赤い風車』で彼女を演じるまでは、忘れられた存在であった。
ニコール・キッドマンとユアン・マクレガーが出演した2001年の映画『ムーラン・ルージュ』でもモチーフとなり、同年にはフランスの伝記作家フランソワ・カラデックが『ジャンヌ・アヴリル：ムーラン・ルージュとトゥールーズ＝ロートレック』（ Jane Avril: Au Moulin Rouge Avec Toulouse-Lautrec ）を出版した。
ジャンヌ・アヴリルは、ペール・オロフ・エンクイストがマリ・キュリーとブランシュ・ウィットマンの人生を描いた著作『ブランシュとマリーの本』にも登場する。

## ギャラリー（ロートレックによる作品）

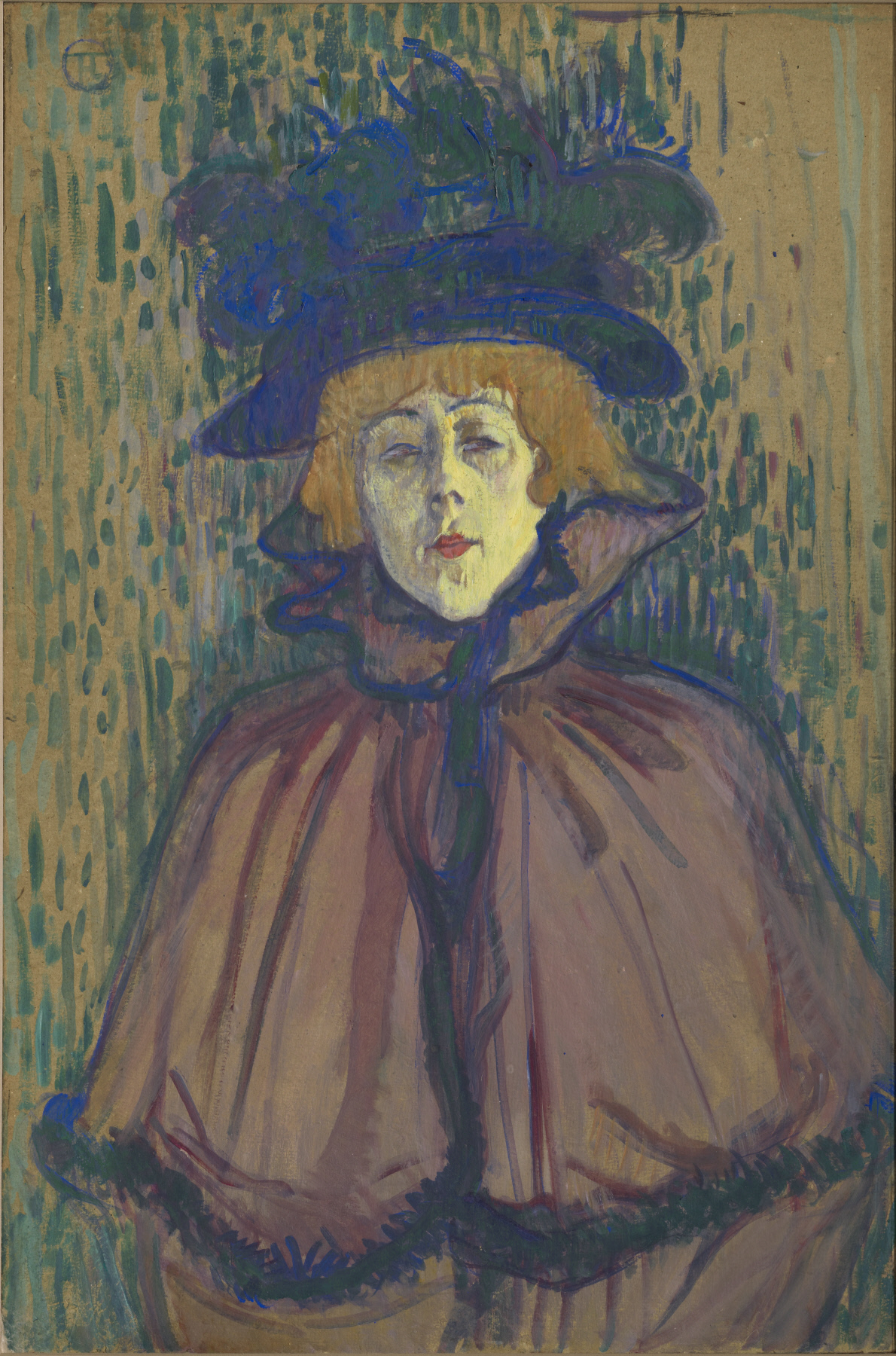
1892年
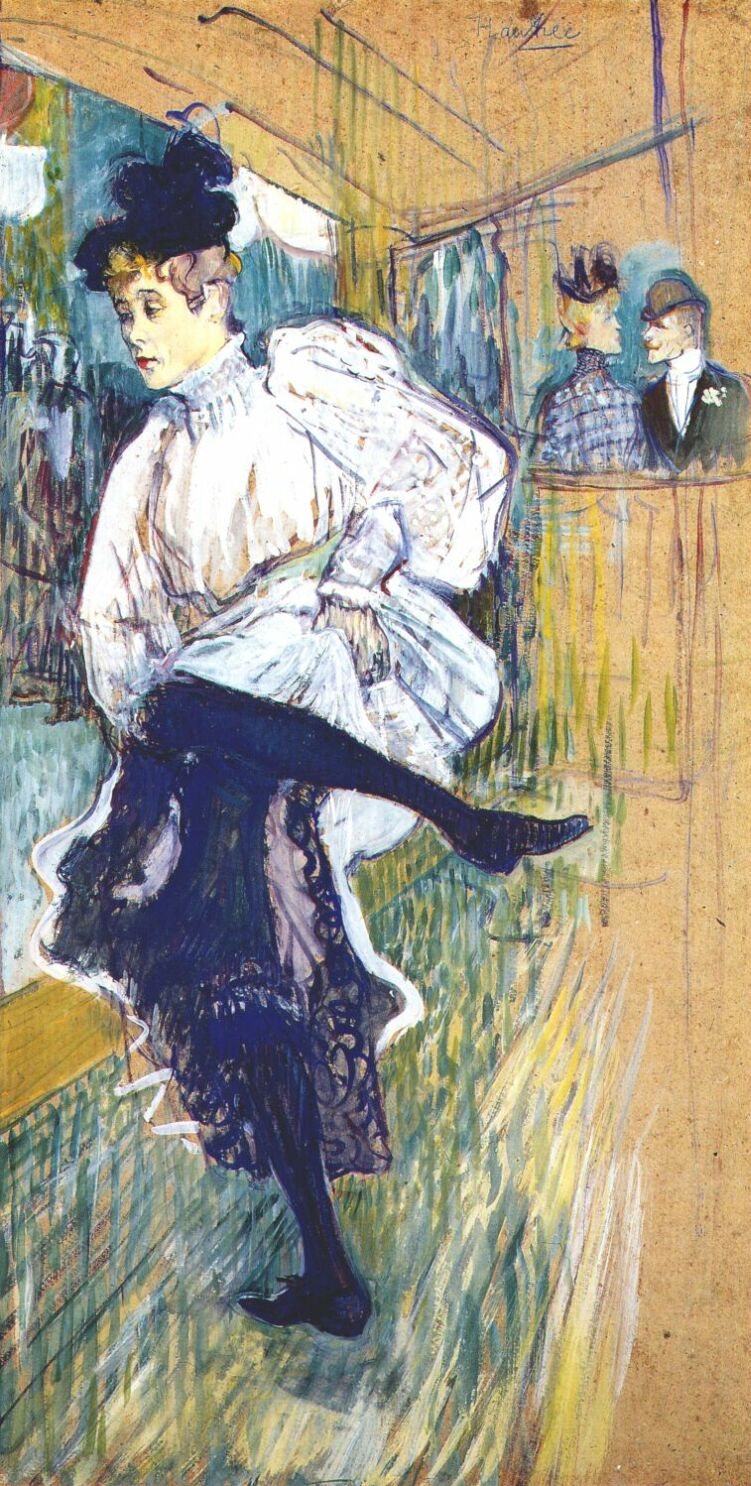
1892年
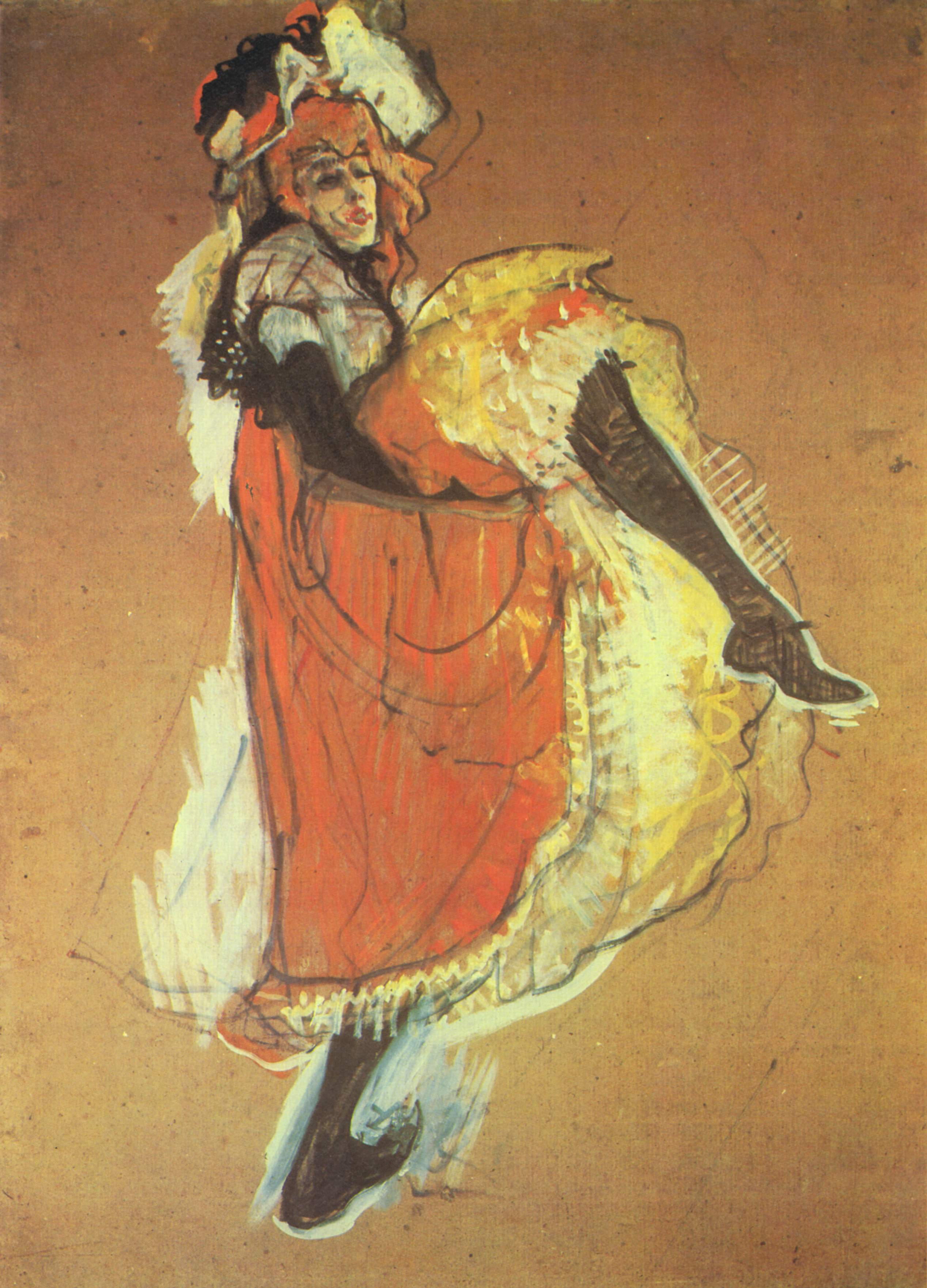
1893年
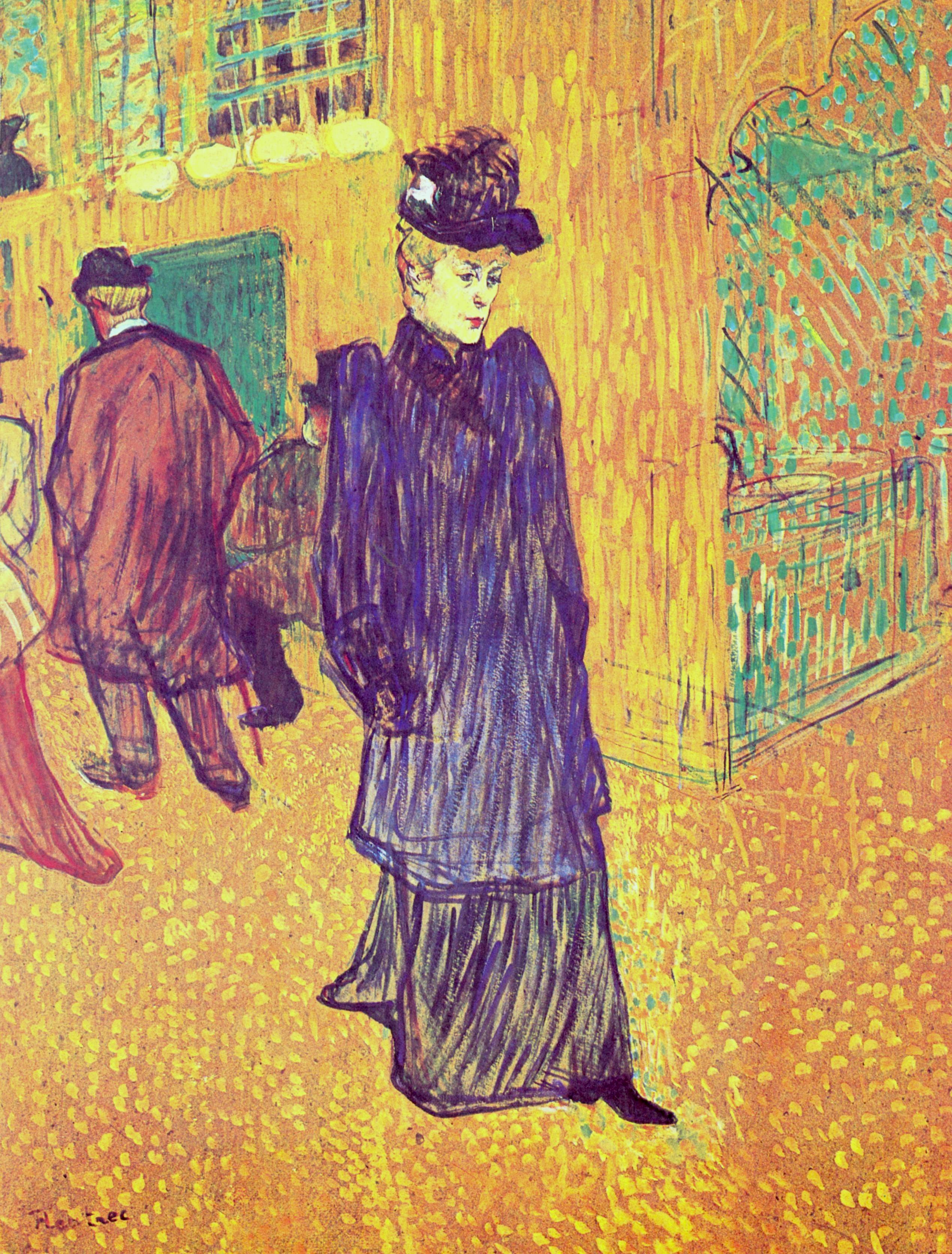
1893年
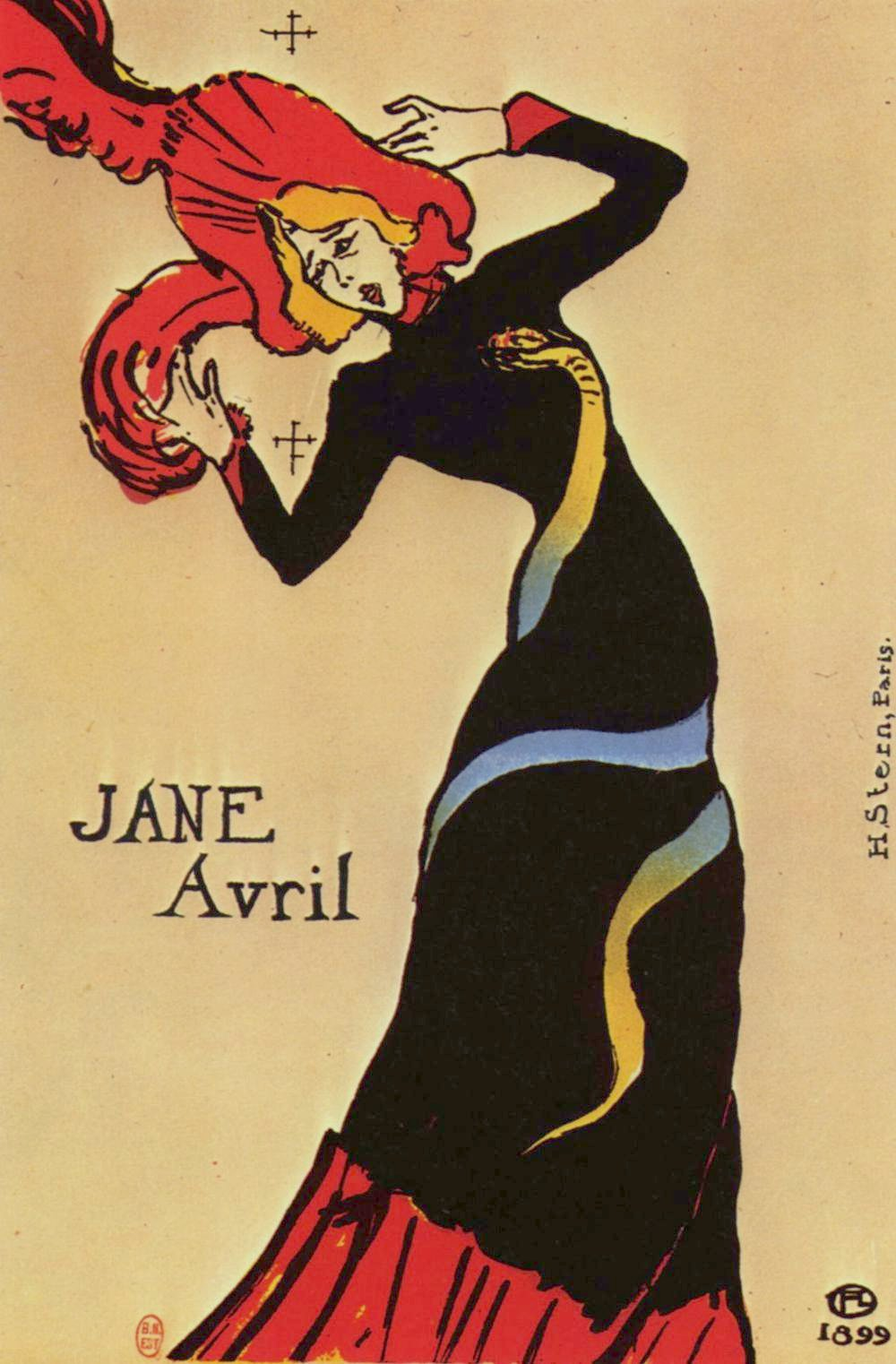
1899年